# Helen Ganzarolli
Helen Ticiane Ganzarolli (Presidente Venceslau, 29 de setembro de 1979) é uma apresentadora brasileira.

## Carreira
Iniciou sua carreira aos doze anos, participando de vários concursos de beleza e conquistou vários títulos. Em 1996, ao vencer o concurso Miss Turismo São Paulo, realizado na Estância Turística de Presidente Epitácio e participar também do Garota Rodeio Brasil, em Barretos, ganhou repercussão que lhe rendeu um contrato com a Ford Models. A partir daí, conseguiu exposição na mídia devido aos desfiles de moda.
Em 2000, após vencer o concurso Felina 2000, passou a trabalhar no programa Sabadão, apresentado por Gugu Liberato no SBT, que logo a convidou para ser a Garota da Banheira no programa Domingo Legal. O quadro, que apostava na sensualidade das pessoas que participavam, a deixou conhecida no país inteiro e também lhe rendeu um convite para ser a garota da capa de setembro da Playboy, vendendo 481 mil exemplares.
Em 2003, participou do filme Didi, O Cupido Trapalhão, no qual contracenou com Renato Aragão, Daniel e Jackeline Petkovic, entre outros.
Em 2004, participou como destaque da última alegoria no desfile da escola de samba Aliança, cujo enredo falava sobre o beijo.
Em 2007 e 2008, apresentou com Caco Rodrigues o programa de game show Fantasia, retornado para uma quarta temporada após alguns anos fora do ar. O patrão Silvio Santos decidiu retirá-la do Domingo Legal para que se dedicasse totalmente ao programa.
Em 2008 e 2009, novamente ao lado de Caco Rodrigues, apresentou os programas Quem Não Viu, Vai Ver, Ataque de Risos e Campeonato de Perguntas. Em outubro de 2010, apresentou o Cassetadas Engraçadas e Desastradas ao lado do boneco Babbu, exibido durante o horário político do segundo turno para governador. Em 13 de dezembro de 2010, apresentou o Telefone e Ganhe, que foi cancelado no mesmo dia. Em 29 de novembro de 2011, o programa Cassetadas Engraçadas e Desastradas retornou à grade da emissora nos mesmos moldes anteriores. O último episódio foi ao ar em 14 de abril de 2012, dando lugar para a quinta temporada do Esquadrão da Moda.

## Vida pessoal
Helen sofreu um acidente de carro em março de 2008 na Rodovia Anhanguera, em Osasco, Região Metropolitana de São Paulo. Ela havia saído dos estúdios do SBT, também em Osasco. Apesar do susto, nada de grave aconteceu com a apresentadora.

## Filmografia

### Televisão
| Ano           | Título                                        | Função              | Nota(s)                      |
| ------------- | --------------------------------------------- | ------------------- | ---------------------------- |
| 2000          | Sabadão                                       | Assistente de palco |                              |
| 2000–07       | Domingo Legal                                 | Assistente de palco |                              |
| 2000–01       | Domingo Legal                                 | Musa da banheira    | Quadro: Banheira do Gugu     |
| 2007          | Domingo Legal                                 | Repórter            | Quadro: Trocando as Bolas    |
| 2004          | Meu Cunhado                                   | Sueli               | Episódio: "Doação de Graças" |
| 2007–08       | Fantasia                                      | Apresentadora       |                              |
| 2008          | Quem Não Viu, Vai Ver                         | Apresentadora       |                              |
| 2008          | Ataque de Risos                               | Apresentadora       |                              |
| 2008–09       | Campeonato de Perguntas                       | Apresentadora       |                              |
| 2009–2022     | Programa Silvio Santos                        | Painelista          | Quadro: "Jogo dos Pontinhos" |
| 2010          | Telefone e Ganhe                              | Apresentadora       |                              |
| 2010–12       | Cassetadas Engraçadas e Desastradas           | Apresentadora       |                              |
| 2013–14       | Festival Sertanejo                            | Apresentadora       |                              |
| 2022-presente | Programa Silvio Santos com Patrícia Abravanel | Repórter            | Quadro: "Helen Tá na Rua"    |
| 2024-25       | É Tudo Nosso!                                 | Integrante          |                              |

### Cinema
| Ano  | Título                   | Personagem |
| ---- | ------------------------ | ---------- |
| 2003 | Didi, O Cupido Trapalhão | Suzy       |